# Hylaeus scutellatus
Hylaeus scutellatus är en biart som först beskrevs av Maximilian Spinola 1838.  Hylaeus scutellatus ingår i släktet citronbin, och familjen korttungebin. Inga underarter finns listade i Catalogue of Life.